# 烏格河
烏格河（烏克蘭語：Уг），是東歐的河流，位於斯洛伐克和烏克蘭，屬於烏日河的支流，流經外喀爾巴阡州，河道全長25公里，流域面積195平方公里。